# Alex Riberas
Alex Riberas Bou (Barcelona, 27 januari 1994) is een Spaans autocoureur.

## Carrière

### Karting
Riberas begon zijn autosportcarrière in het karting in 2007. In 2009 werd hij opgenomen in het opleidingsprogramma van het Circuit de Catalunya. Hij bleef tot 2010 actief in de karts en nam voornamelijk deel aan Spaanse en Europese kampioenschappen.

### Formuleracing

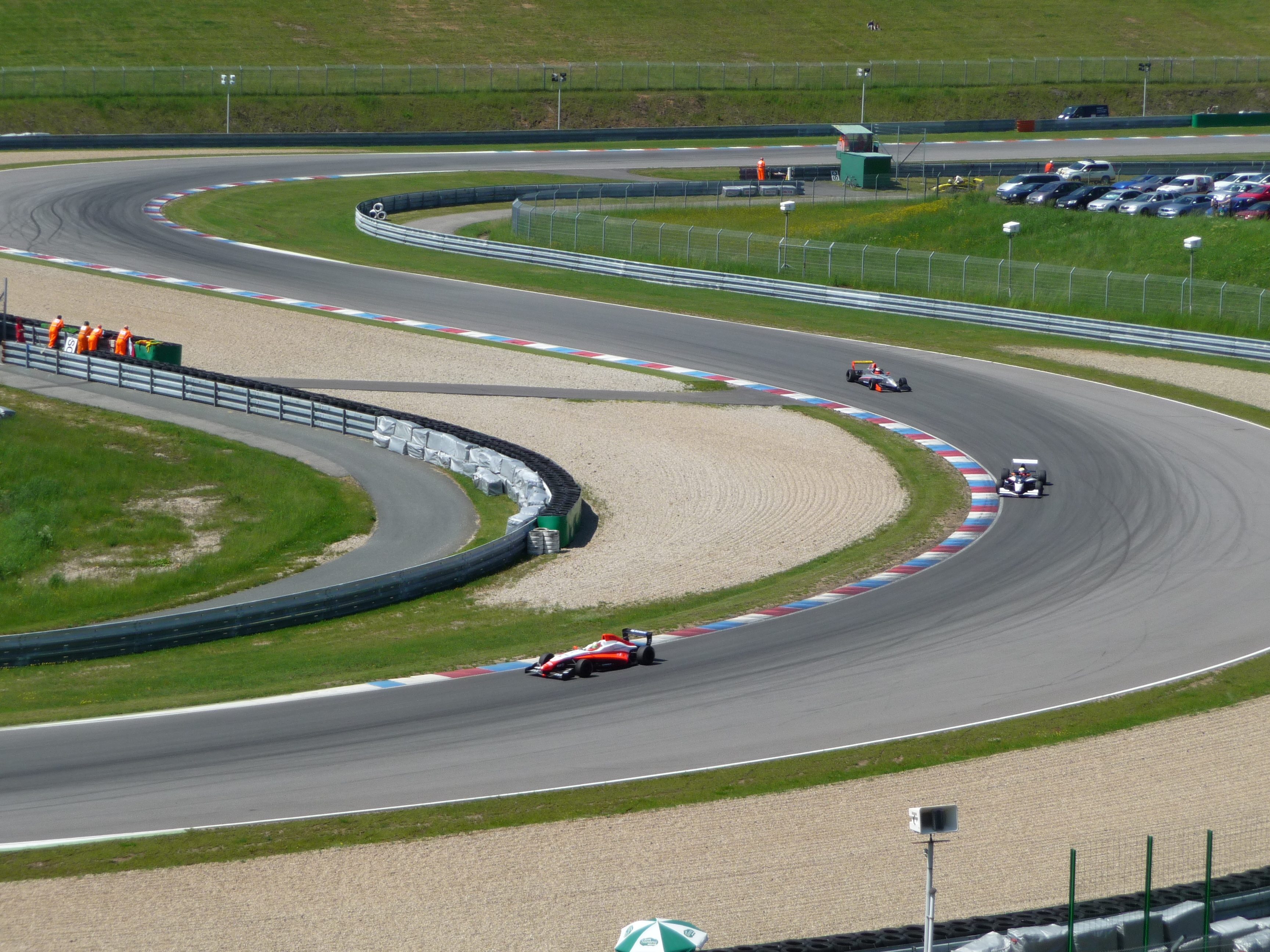
Alex Riberas op het Automotodrom Brno in 2010.

In 2010 maakte Riberas de overstap naar het formuleracing en kwam hij uit in de Eurocup Formule Renault 2.0, waarin hij voor Epsilon Euskadi reed. Hij behaalde twee podiumplaatsen op het Automotodrom Brno en in Barcelona. Met 55 punten werd hij achtste in het kampioenschap. Dat jaar reed hij ook enkele gastraces in de Formule Renault BARC en de Formule Renault 2.0 NEC, waarin hij in de laatste klasse op het Circuit de Spa-Francorchamps op het podium stond.
In 2011 bleef Riberas actief in de Eurocup voor Epsilon Euskadi, dat de naam had veranderd naar EPIC Racing. Hij behaalde twee podiumplaatsen op het Motorland Aragón en Silverstone, voordat hij de seizoensfinale in Barcelona wist te winnen. Met 82 punten verbeterde hij zichzelf naar de zesde plaats in de eindstand. Tevens reed hij gastraces in de Formule Renault 2.0 Alps en won hij twee races op Spa-Francorchamps.
In 2012 reed Riberas een derde seizoen in de Eurocup, waarin hij overstapte naar het team Josef Kaufmann Racing. Hij kende zijn lastigste jaar in deze klasse, waarin hij niet op het podium stond en een vierde plaats in Barcelona zijn beste race-uitslag was. Met 62 punten zakte hij naar de negende plaats in het klassement. Hiernaast reed hij een aantal gastraces in de Formule Renault 2.0 NEC, waar hij een zege op de Red Bull Ring behaalde, en in de Europese F3 Open, waar hij in Barcelona tweemaal op het podium stond.

### Porsche
In 2013 maakte Riberas de overstap naar de Duitse Porsche Carrera Cup, waarin hij uitkwam voor het team Attempto Racing. Met een podiumplaats in de seizoensfinale op de Hockenheimring Baden-Württemberg en 85 kampioenschapspunten werd hij elfde in de eindstand.
In 2014 reed Riberas een dubbel programma in de Carrera Cup en de Porsche Supercup voor Attempto. In de Carrera Cup stond hij tweemaal op het podium op de Motorsport Arena Oschersleben en de Red Bull Ring, waardoor hij met 114 punten negende werd. In de Supercup was een vierde plaats op de Hungaroring zijn beste resultaat en werd hij met 43 punten twaalfde in het klassement.
In 2015 reed Riberas opnieuw in zowel de Carrera Cup als de Supercup, maar ditmaal voor het team The Heart of Racing by Lechner. Hij stond op het podium in de seizoensopener op Hockenheim en voegde hier op het Circuit Park Zandvoort nog twee podiumplaatsen aan toe. Met 155 punten werd hij zesde in de eindstand. In de Supercup stond hij op de Red Bull Ring en Silverstone op het podium, alvorens hij de seizoensfinale op het Circuit of the Americas won. Met 122 punten eindigde hij als vijfde in het klassement.

### IMSA SportsCar Championship

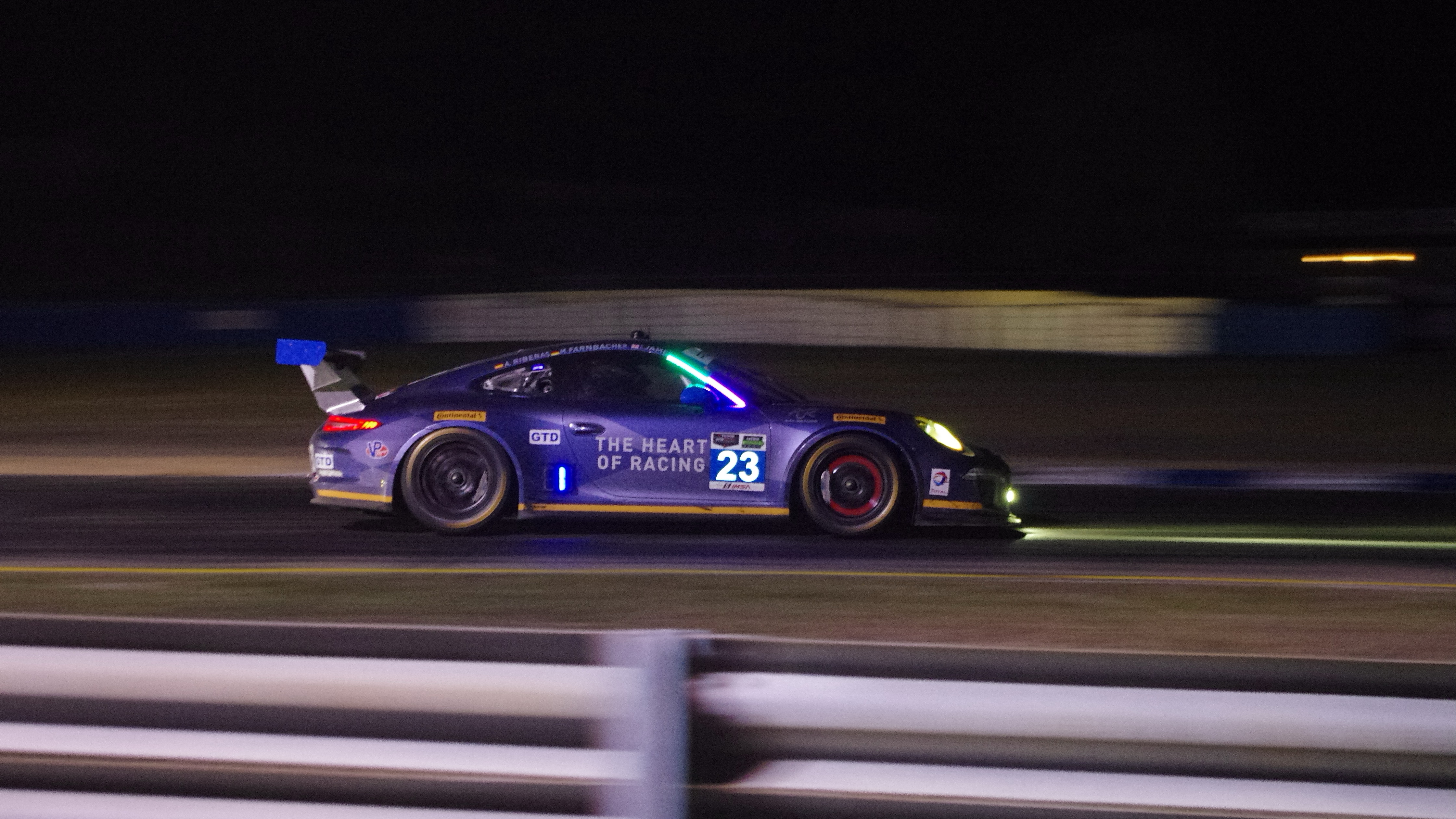
Alex Riberas tijdens de 12 uur van Sebring in 2014.

In 2014 debuteerde Riberas in het IMSA SportsCar Championship, waar hij in de GTD-klasse voor Alex Job Racing / Team Seattle aan de langeafstandsraces deelnam. Hij stond dat jaar op het podium in de 12 uur van Sebring. In 2015 reed hij hetzelfde programma en wist ditmaal de 12 uur van Sebring te winnen.
In 2016 reed Riberas een volledig seizoen in de GTD-klasse van het IMSA-kampioenschap bij Alex Job Racing / Team Seattle. Hij won de race op Laguna Seca en stond ook op Watkins Glen International op het podium. Met 285 punten werd hij vijfde in het eindklassement.
In 2019 keerde Riberas terug in de GTD-klasse van het IMSA-kampioenschap, waarin hij voor Moorespeed drie races reed. In 2020 reed hij in de 24 uur van Daytona voor het Heart of Racing Team als fabriekscoureur van Aston Martin, maar mede door de coronapandemie was dit zijn enige race van het seizoen. In 2021 reed hij tegen het eind van het jaar drie races voor hetzelfde team.

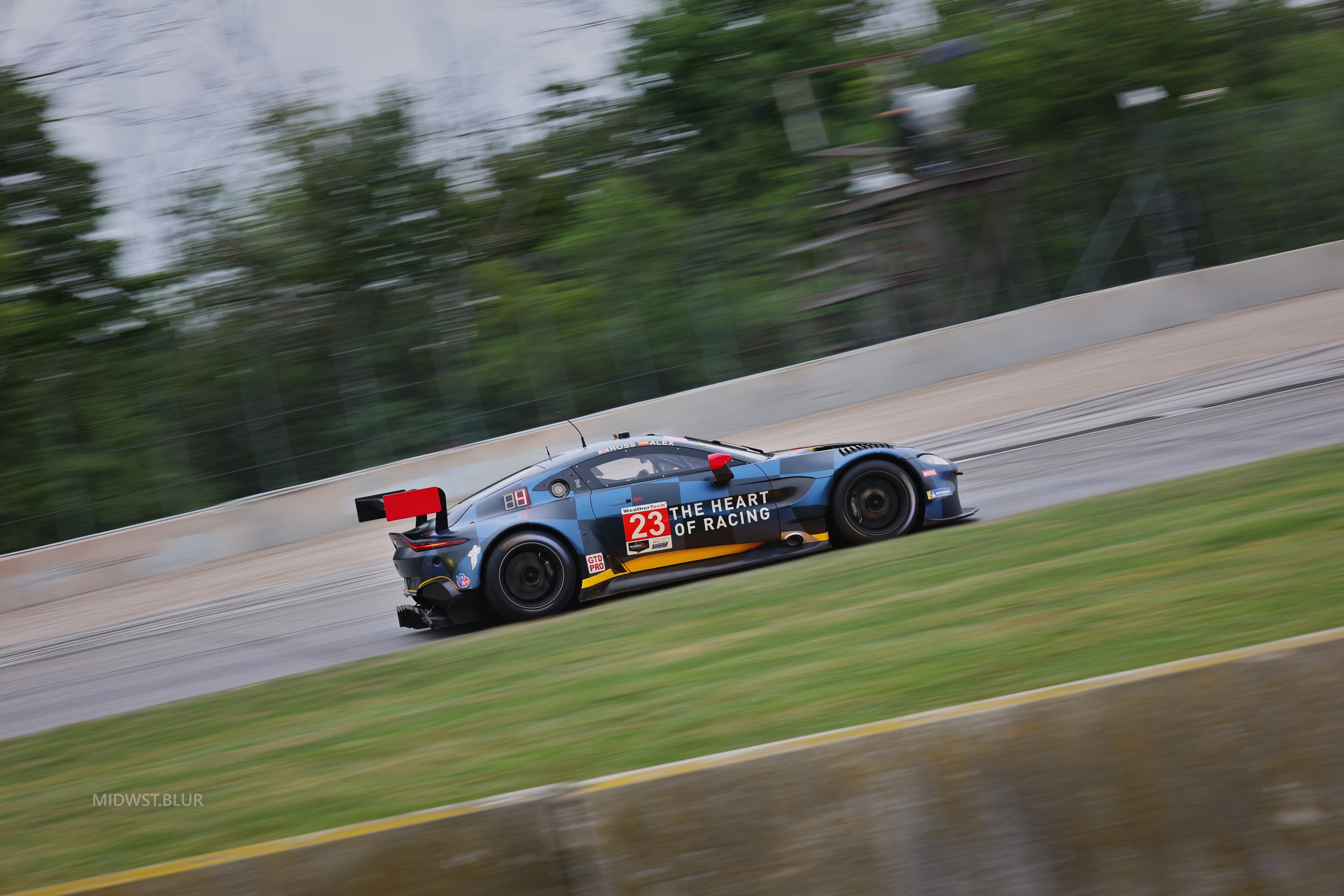
Alex Riberas op Road America in 2022.

In 2022 stapte het Heart of Racing Team over naar de GTD Pro-klasse, waarin Riberas als teamgenoot van Ross Gunn deelnam. Hij won tweemaal op het Stratencircuit Long Beach en Watkins Glen en stond ook op het Canadian Tire Motorsport Park en Lime Rock Park op het podium. Met 3103 punten werd hij vierde in de eindstand. In 2023 won het duo tweemaal op Lime Rock en Road America en stonden zij ook op de Indianapolis Motor Speedway op het podium. Met 3427 punten werd hij vijfde in het eindklassement. In 2024 won hij op Watkins Glen en stond hij ook op het Stratencircuit Detroit, Road America en de Virginia International Raceway op het podium.

### FIA World Endurance Championship
In 2023 debuteerde Riberas in de LMGTE Am-klasse van het FIA World Endurance Championship (WEC). Het Heart of Racing Team nam vanaf de 6 uur van Spa-Francorchamps het team NorthWest AMR van de gestopte coureur Paul Dalla Lana over. Het team hield volgens de reglementen de oude naam en het startnummer, maar werd gerund door Heart of Racing. Hij deelde de auto met Daniel Mancinelli en teambaas Ian James. Hij behaalde een podiumplaats in de seizoensfinale, de 8 uur van Bahrein, en werd met 51 punten negende in de eindstand.

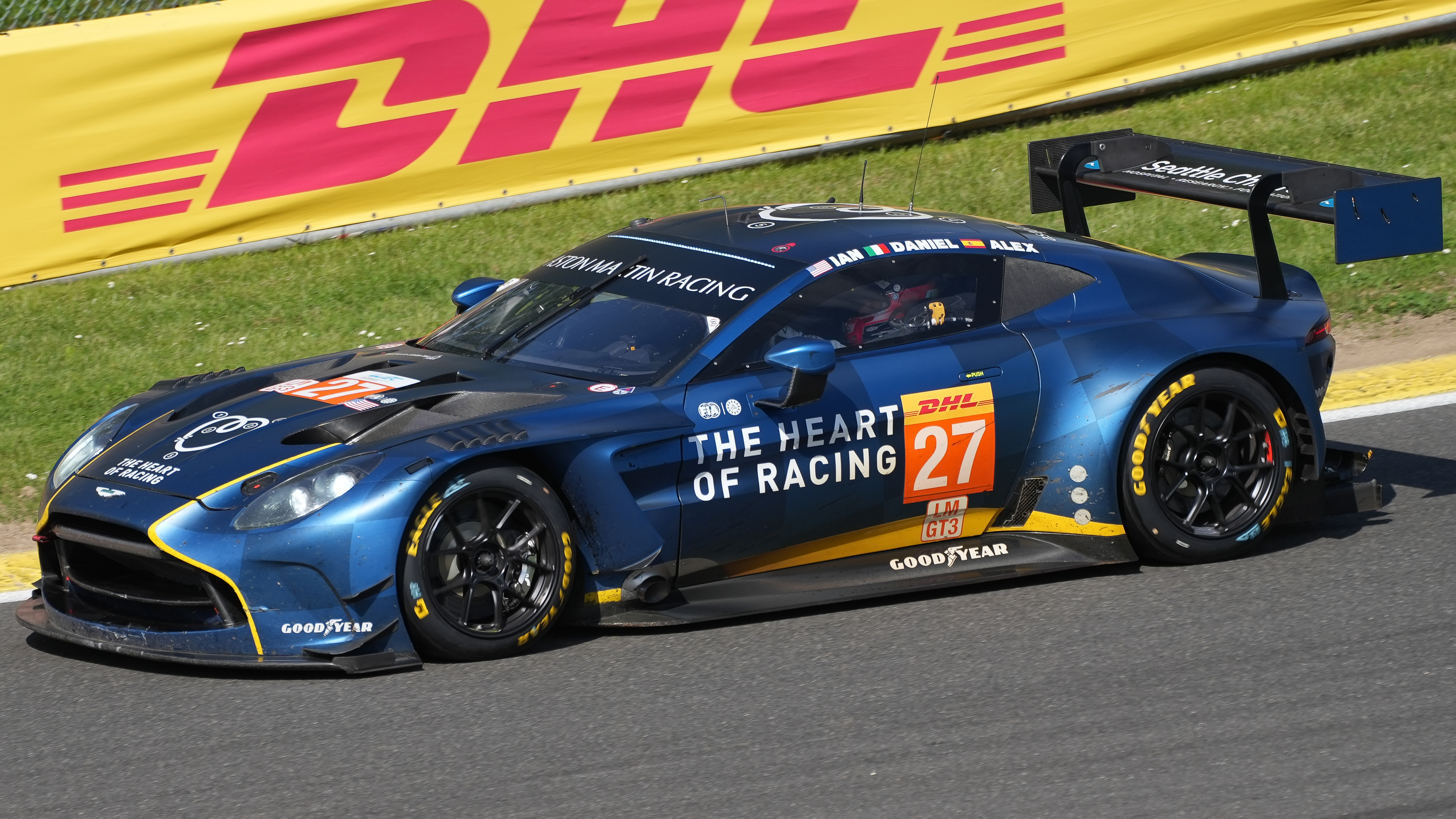
Alex Riberas tijdens de 6 uur van Spa-Francorchamps in 2024.

In 2024 bleef Riberas actief in het WEC, waarin de LMGTE Am-klasse werd vervangen door de LMGT3-klasse. Dit jaar mocht het Heart of Racing Team deelnemen onder de nieuwe naam. Mancinelli en James waren wederom de teamgenoten van Riberas. De coureurs eindigde in de 1812 kilometer van Qatar en de 6 uur van São Paulo op het podium, voordat zij in de Lone Star Le Mans hun eerste zege behaalden.

### Overige enduranceraces
In 2017 reed Riberas in de GT-klasse van de Asian Le Mans Series. Hij won een race op het Chang International Circuit en werd, samen met Olivier Beretta en Rino Mastronardi, tweede in de eindstand. Dat jaar reed hij ook enkele races in de Pirelli World Challenge.
In 2018 kwam Riberas uit in de Blancpain GT Series Endurance Cup en de Blancpain GT Series Sprint Cup voor het Belgian Audi Club Team WRT. In de Endurance Cup deelde hij de auto met Christopher Mies en Dries Vanthoor, terwijl hij in de Sprint Cup alleen met Mies reed. In de Endurance Cup won hij de race op het Autodromo Nazionale Monza en werd hij met 37 punten zevende in het kampioenschap. In de Sprint Cup won hij tweemaal op het Misano World Circuit Marco Simoncelli en eenmaal op de Nürburgring en werd zo met 90,5 punten tweede in het klassement.
In 2019 reed Riberas enkel in de Endurance Cup voor WRT als teamgenoot van Vanthoor en Ezequiel Pérez Companc. Met een podiumplaats op Silverstone en 15 kampioenschapspunten werd hij zeventiende in de eindstand.